# Роберт Бенчлі
Роберт Бенчлі (англ. Robert Benchley; 15 вересня 1889, Вустер — 21 листопада 1945, Нью-Йорк) — американський журналіст, актор і сценарист.

## Біографія
Роберт Чарльз Бенчлі був відомий своїм їдким гумором. Працював журналістом для великих журналів, таких як «Vanity Fair» і «The New Yorker».
Близький друг письменниці Дороті Паркер, в 1920-30 роках був серед лідерів літературного гуртка Algonquin Round Table.
Він також був актором і сценаристом, в 1935 році виграв премію Американської кіноакадемії за короткометражний комедійний фільм «Як спати» за власним сценарієм, в якому він також виступив в якості актора і режисера.

## Фільмографія
- 1933 — Танцююча леді / Dancing Lady
- 1935 — Китайські моря / China Seas
- 1936 — Джим з Піккаділлі
- 1938 — Бродвейська мелодія 1938 року
- 1940 — Іноземний кореспондент
- 1940 — Я буду любити тебе шалено
- 1941 — Ти ніколи не будеш багатшим
- 1941 — Слухняна дочка
- 1942 — Майор і крихітка
- 1942 — Я одружився з відьмою
- 1946 — Наречена в чоботях